# Thomas Jurk

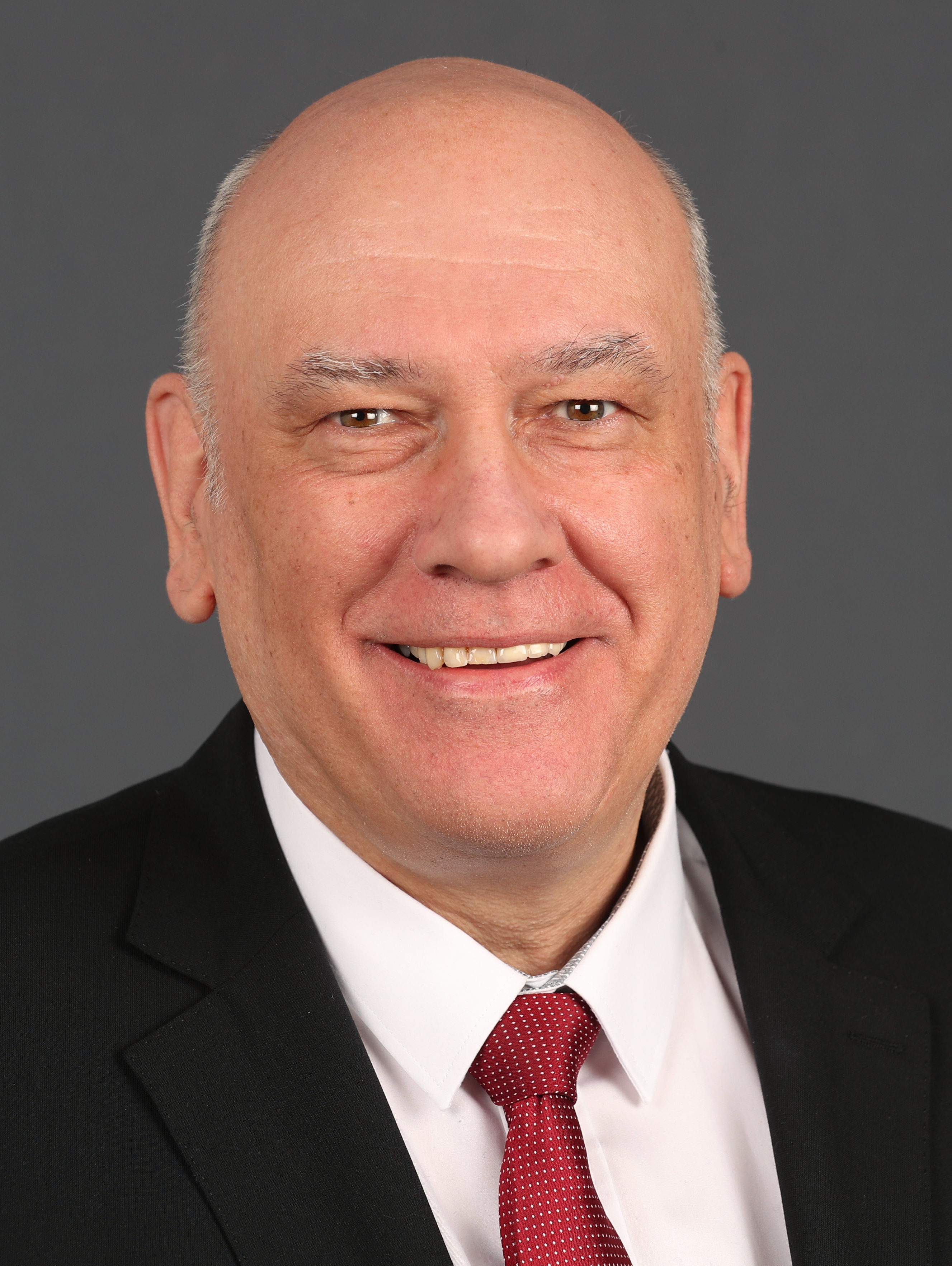
Thomas Jurk (2020)

Thomas Edmund Jurk (* 19. Juni 1962 in Görlitz) ist ein deutscher Politiker (SPD) und Funkmechaniker. Von November 2004 bis September 2009 war er sächsischer Staatsminister für Wirtschaft und Arbeit und stellvertretender Ministerpräsident von Sachsen. Von 2013 bis 2021 war er Mitglied des Deutschen Bundestages.

## Leben
Nach Abschluss der POS in Weißkeißel und Sagar machte er in den Jahren 1979 bis 1982 eine Lehre als Funkmechaniker in der PGH Elektro, Rundfunk, Fernsehen Weißwasser und blieb in dieser Tätigkeit im Betrieb bis 1986. Nach dem Grundwehrdienst (November 1986 bis April 1988) war er von 1988 bis 1990 im Transformatorenbau Weißwasser beschäftigt, zuletzt als Brigadier.
Jurk ist verheiratet und hat zwei Kinder.

## Politik
Thomas Jurk ist seit dem Jahr 1989 Mitglied der SDP, später SPD. Von 1990 bis 2013 war er Mitglied des Sächsischen Landtages. Zwischen 1994 und 1997 war er agrarpolitischer sowie zwischen 1997 und 1999 finanzpolitischer Sprecher der SPD-Landtagsfraktion. In den Jahren 1994 bis 1999 war Jurk stellvertretender Vorsitzender und von 1999 bis November 2004 Fraktionsvorsitzender der SPD im Landtag.
Zwischen 1991 und 1995 war Jurk stellvertretender Vorsitzender des SPD-Unterbezirks Lausitz sowie zwischen 1995 und 2003 des Unterbezirks Neiße. Seit 1994 ist Jurk Mitglied des Gemeinderats Weißkeißel. Seit 1998 ist er Mitglied des SPD-Landesvorstandes, dem er in den Jahren 2003 bis 2005 vorsaß. Von Juli 2004 bis zum 31. August 2009 war er Vorsitzender der SPD Sachsen.
Als solcher trat er bei der Landtagswahl vom 19. September 2004 als Spitzenkandidat gegen Ministerpräsident Georg Milbradt und den PDS-Spitzenkandidaten Peter Porsch an.
Obwohl die SPD mit 9,8 Prozent ihr schlechtestes Wahlergebnis auf Landesebene seit Kriegsende erzielte, war aufgrund der Stimmenkonstellation eine Regierungsbildung gegen die SPD realistisch betrachtet nicht möglich. Daher wurde eine CDU-SPD-Koalition gebildet, in welcher Jurk am 11. November 2004 das Amt des Staatsministers für Wirtschaft und Arbeit und das des stellvertretenden Ministerpräsidenten übernahm. Anlässlich der Frühjahrstagung der Verkehrsministerkonferenz vom 18./19. April 2007 in Wernigerode unterzeichnete er die Absichtserklärung zum Geschichtsprojekt Brocken-Erklärung.
Bei der Landtagswahl am 30. August 2009 trat Jurk erneut als SPD-Spitzenkandidat an. Bei dieser Wahl legte die SPD um 0,6 auf 10,4 Prozent der Stimmen zu und konnte somit das historisch niedrige Ergebnis aus dem Jahr 2004 nur geringfügig verbessern. In der Folge erklärte Jurk am 31. August 2009 seinen Rücktritt vom Amt des Vorsitzenden der SPD Sachsen. Die CDU-SPD-Koalition wurde von einer CDU-FDP-Koalition abgelöst.
Jurk ist Mitglied in zahlreichen Vereinen beziehungsweise Verbindungen wie der IG BCE, dem Tierparkverein Weißwasser und dem Förderverein Glasmuseum Weißwasser. Darüber hinaus ist er Ehrenvorsitzender des SV Grün-Weiß Weißwasser. Er war Mitglied im Verwaltungsrat der Landesbank Sachsen.
Bei der Bundestagswahl 2013 wurde Jurk auf Listenplatz 1 der sächsischen SPD in den Bundestag gewählt, woraufhin er sein Landtagsmandat mit Wirkung zum 9. Oktober 2013 niederlegte. 2017 wurde er auf Listenplatz 2 seiner Partei wiedergewählt.
Im 19. Deutschen Bundestag war Jurk ordentliches Mitglied im Haushaltsausschuss und im Bundesfinanzierungsgremium. Zudem gehörte er als stellvertretendes Mitglied dem Ausschuss für Wirtschaft und Energie an.
Zur Bundestagswahl 2021 trat Jurk nicht mehr an.

## Politische Positionen

### Internetsperren
Im Jahr 2009 unterstützte Jurk die umstrittene Initiative von Bundesfamilienministerin Ursula von der Leyen, Internetseiten zur Bekämpfung von Kinderpornografie zu sperren (vgl. Gesetz zur Bekämpfung der Kinderpornografie in Kommunikationsnetzen).
Im August 2009 fasste Jurk seine Position in einem Interview zusammen:

„Wenn wir gegen das Grundgesetz verstoßen, weil wir Pädophilen unmöglich machen kinderpornografische Bilder aus dem Internet herunterzuladen, dann nehme ich das in Kauf.“

Nachdem in den deutschen Medien zunehmend Kritik an seiner Äußerung laut wurde, behauptete Jurk unter Abgeordnetenwatch, die Äußerung sei aus dem Kontext „herausgenommen worden“, tatsächlich habe sie wie folgt gelautet:

„Wenn Sie denn Recht hätten und wir gegen das Grundgesetz verstoßen, weil wir Pädophilen unmöglich machen kinderpornografische Bilder aus dem Internet herunterzuladen, dann nehme ich das in Kauf.“

Das Protokoll enthält diese Einschränkung nicht. Auf entsprechende Hinweise und die Frage, ob die Freie Presse in ihrem Protokoll einige Antworten sinnentstellend gekürzt habe, reagierte Jurk nicht.

### Europapolitik
Bei der namentlichen Abstimmung über das sogenannte dritte Hilfspaket für Griechenland am 17. Juli 2015 im Rahmen der griechischen Staatsschuldenkrise stimmte Jurk als einer von vier SPD-Abgeordneten (von 179 anwesenden) dagegen.